# Hans Ragnar Mathisen
Hans Ragnar Mathisen (samiska: Elle-Hánsa), med artistnamnet Keviselie, född 1 juli 1945 i Narvik, är en norsk-samisk målare, grafiker och författare.
Hans Ragnar Mathisen är son till Eline Grimsø. Han utbildade sig 1971–1973 på målarlinjen på Statens håndverks- og kunstindustriskole i Oslo samt 1973–1979 i måleri och grafik på Statens kunstakademi i Oslo för bland andra Ludvig Eikaas (1920–2010). Han hade sin första separatutställning 1975 på Nordiskt-samiskt institut i Kautokeino.
År 1978 bosatte han sig tillsammans med sju unga kollegor i Máze i Finnmark, där de bildade Samisk Kunstnergruppe,som blev föregångaren till Samisk kunstnerforbund, vilket instiftades 1979.
Hans författarskap omfattar bland annat skådespelet Ikke ingenting – et teaterstøkke i tre akte från 1983. Han är också känd för sina kartor över Sápmi, som han arbetat med sedan 1975.
År 1992 fick han Troms fylkeskommunes kulturpris för sin insats för samisk kultur. Han har haft Statens garantiinntekt for kunstnere sedan 1995.
Hans Ragnar Mathisen deltog i documenta 14 i Atén och Kassel 2017.

## Offentliga verk i urval
- Väggrelief, trä och mässing, 1982, 1 meter x 1 meter, Miljøbygget i Tana
- Vägg och halvglob, 1989, Ájtte, Svenskt fjäll- och samemuseum, Jokkmokk
- Bemålade väggreliefer, trä, 2001, Mortensnes Servicesenter, Tromsø
- Dekorerad vägg, 300 x 180 centimeter, 2014–2015, Universitetssykehuset Nord-Norge i Tromsø, Pasienthotell